# Alsophila metteniana
Cyathea metteniana là một loài thực vật có mạch trong họ Cyatheaceae. Loài này được Hance mô tả khoa học đầu tiên năm 1868.